# Bas-Congo Distrikt

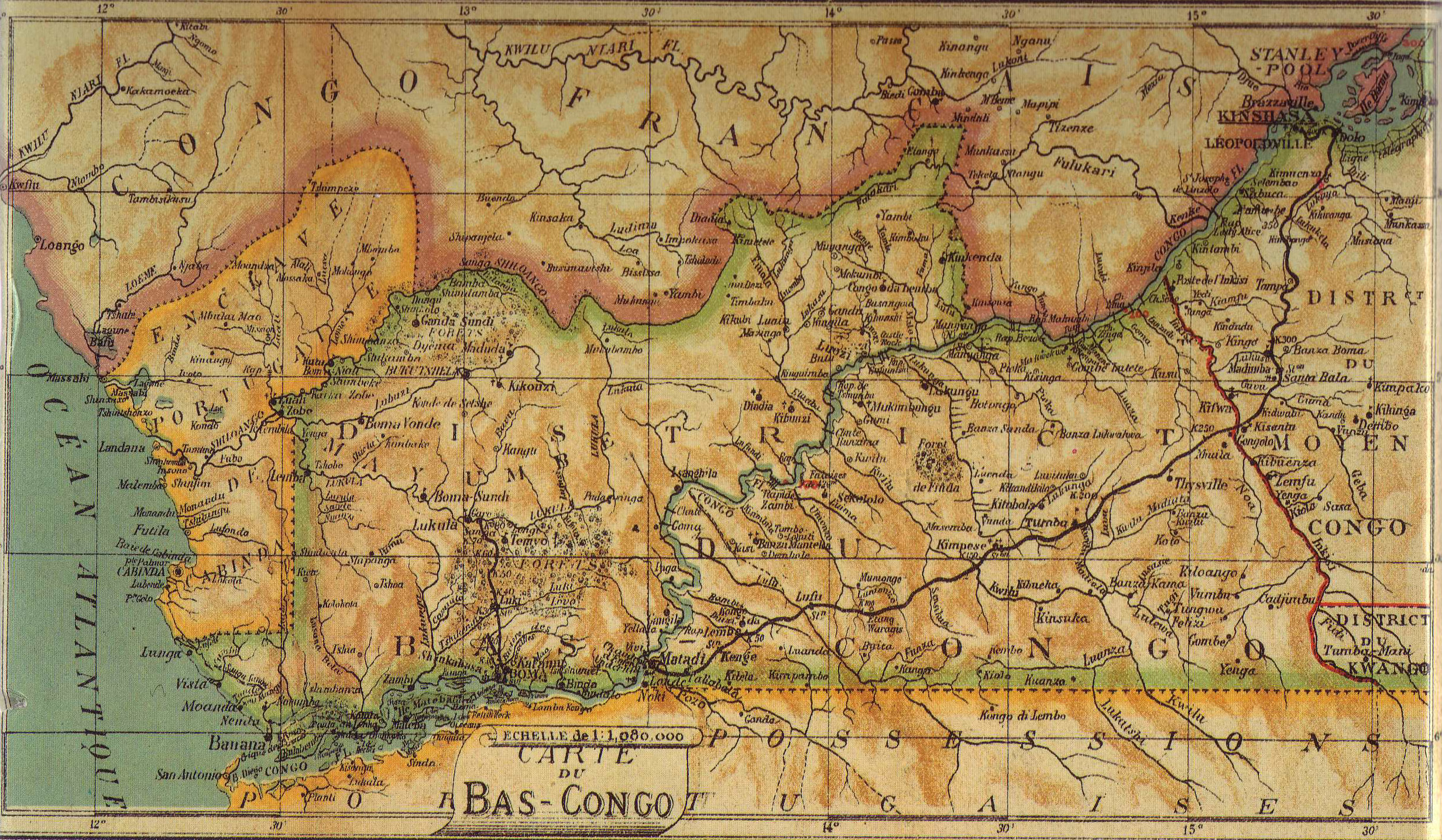
Bas-Congo-Distrikt im Jahr 1913.

Bas-Congo (französisch: District du Bas-Congo, niederländisch: District Beneden-Congo) war ein Distrikt von Belgisch-Kongo und der Demokratischen Republik Kongo. Sein Ausmaß änderte sich mehrmals erheblich. Es entspricht in etwa der heutigen Provinz Kongo Central.

## Lage
Eine Karte des Freistaats Kongo aus dem Jahr 1897 zeigt vier kleine Distrikte entlang des Unterlaufs des Kongo-Flusses. Vom Meer aus waren dies der Banana District, der Boma District, der Matadi District und der Cataractes District. Darüber erstreckte sich der Stanley Pool District nach Norden entlang des Ostufers des Kongo-Flusses. Der Freistaat wurde 1908 als Belgisch-Kongo von Belgien annektiert. 1910 wurden die Distrikte Banana, Boma, Matadi und Cataracts zum Bas-Congo-Distrikt zusammengefasst.
In Bas-Congo befand sich der Hafen von Boma, der wichtigste Einreisehafen nach Belgisch-Kongo. Der Distrikt grenzte im Süden an portugiesische Besitzungen, heute Angola, und im Norden an die portugiesische Enklave Cabinda und an Französisch-Kongo, heute Republik Kongo.
Der Distrikt Bas-Congo ist auf den Karten von 1910, 1912 und 1926 mit jeweils etwas unterschiedlichen Grenzen dargestellt. Auf den Karten von 1910 und 1912 grenzt er im Nordosten an den Distrikt Moyen-Congo und im Osten an den Distrikt Kwango. Congo-Kasaï wurde 1919 offiziell eine Vizeregierung. Er umfasste die Distrikte Bas-Congo, Léopoldville, Kwango, Kasai und Sankuru. Eine Karte von 1926 zeigt, dass Bas-Congo nach Norden erweitert wurde, den unteren Teil des Distrikts Moyen-Congo absorbierte und nun im Norden an den Distrikt Lac Léopold II grenzte.
Mit der Reorganisation von 1933 wurde Bas-Congo erneut erweitert, um einen Abschnitt des Distrikts Lac Léopold II entlang des Kongo einzuschließen. Bas-Congo, Léopoldville, Kwango und Lac Léopold II wurden nun in die Provinz Léopoldville aufgenommen. Eine Karte aus den Jahren 1955–1957 zeigt, dass Bas-Congo auf eine kleine Region an der Mündung des Kongo reduziert worden war, wobei sich der Distrikt Cataractes nun nach Osten und Nordosten erstreckte und den Stadtbezirk Léopoldville umgab. Die Fläche betrug nun nur noch 14.400 Quadratkilometer (5.600 Quadratmeilen) von insgesamt 357.700 Quadratkilometern (138.100 Quadratmeilen) der gesamten Provinz Léopoldville.

## Nach der Unabhängigkeit
Am 14. August 1962 wurde aus einem Teil der Provinz Léopoldville die Provinz Zentral-Kongo gebildet. Sie wurde ab dem 27. Oktober 1971 in Bas-Zaïre und 1997 in Bas-Congo umbenannt. 2015 erhielt sie ihren heutigen Namen Kongo Central.

## Karten

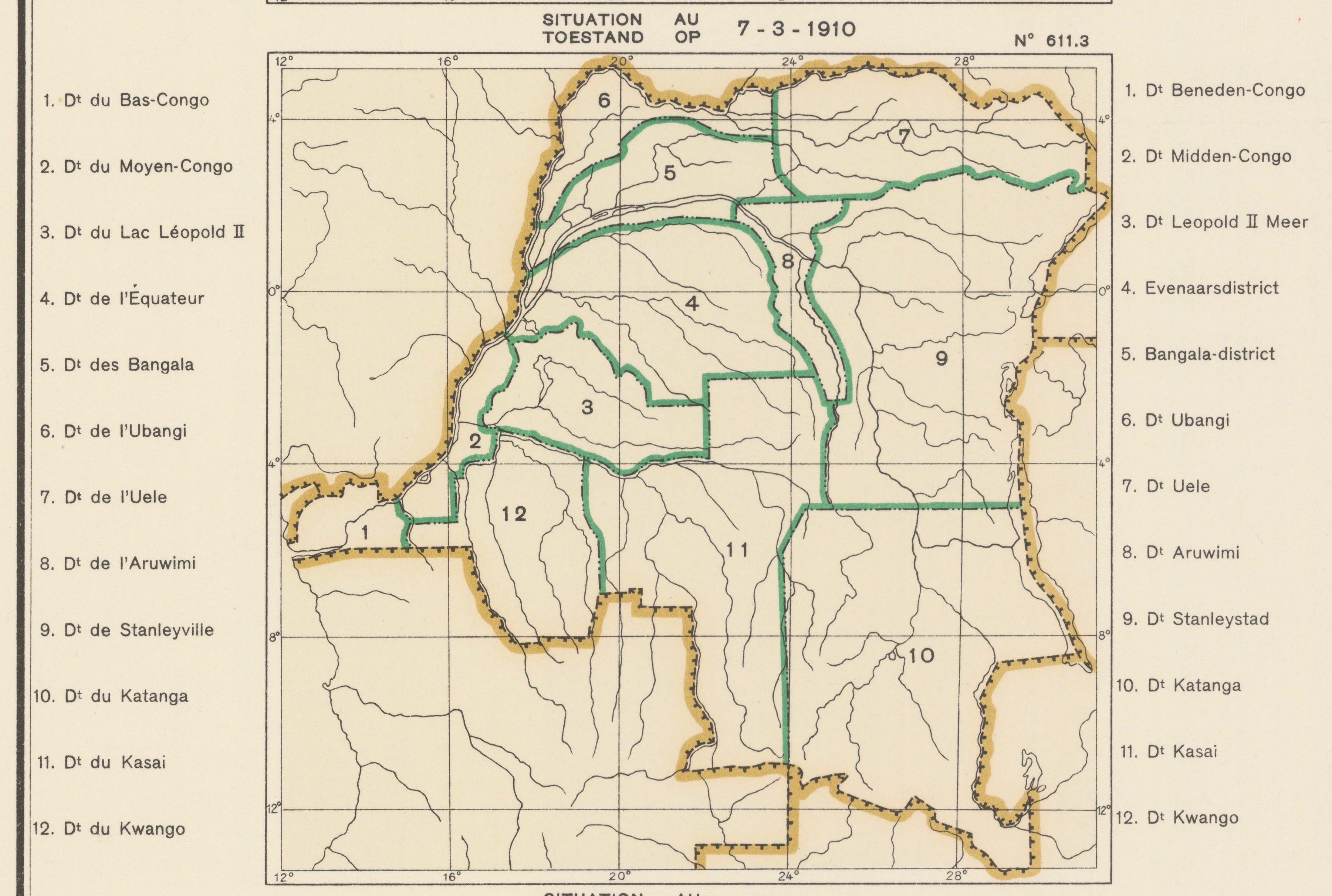
Karte der Distrikte von 1910
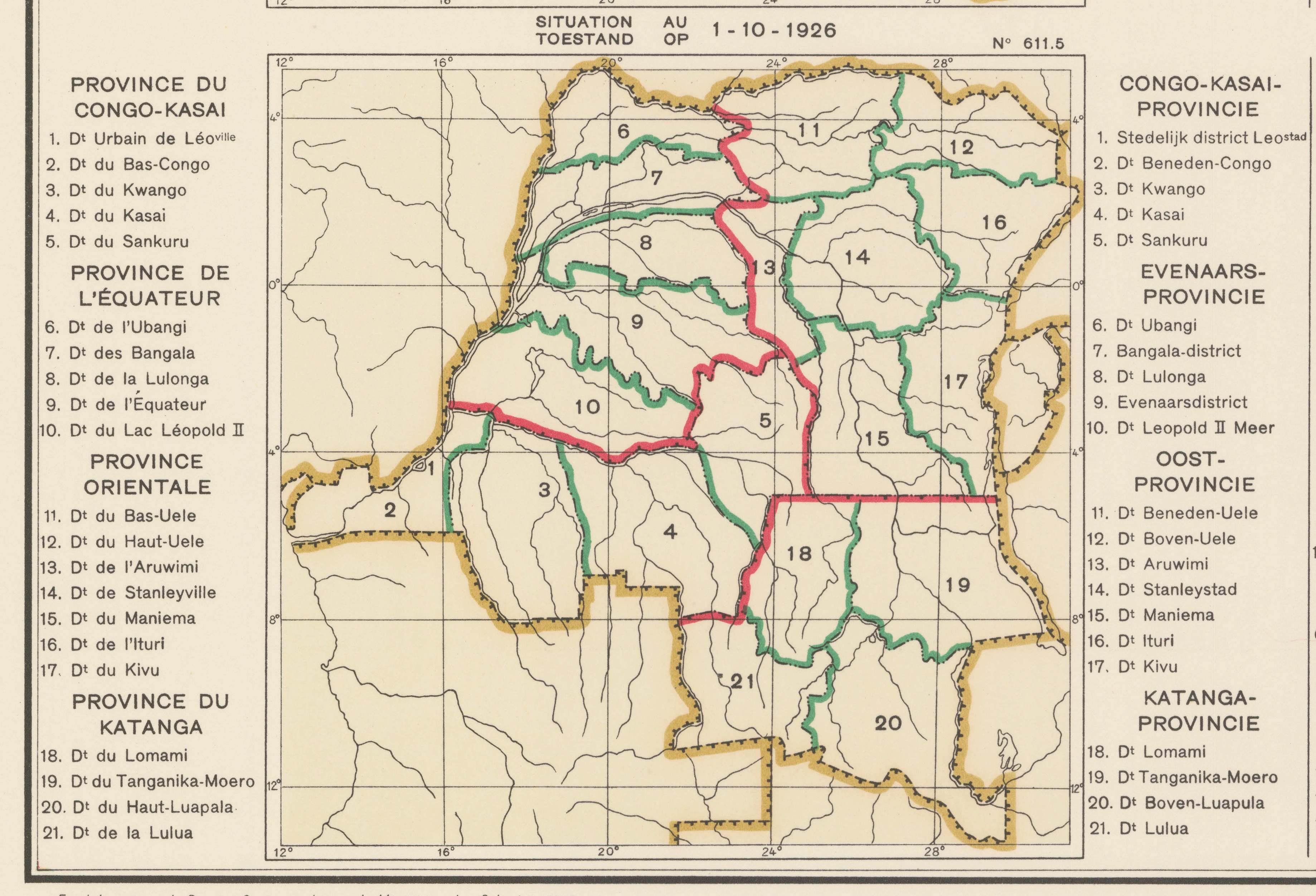
Karte der Distrikte und Provinzen von 1926
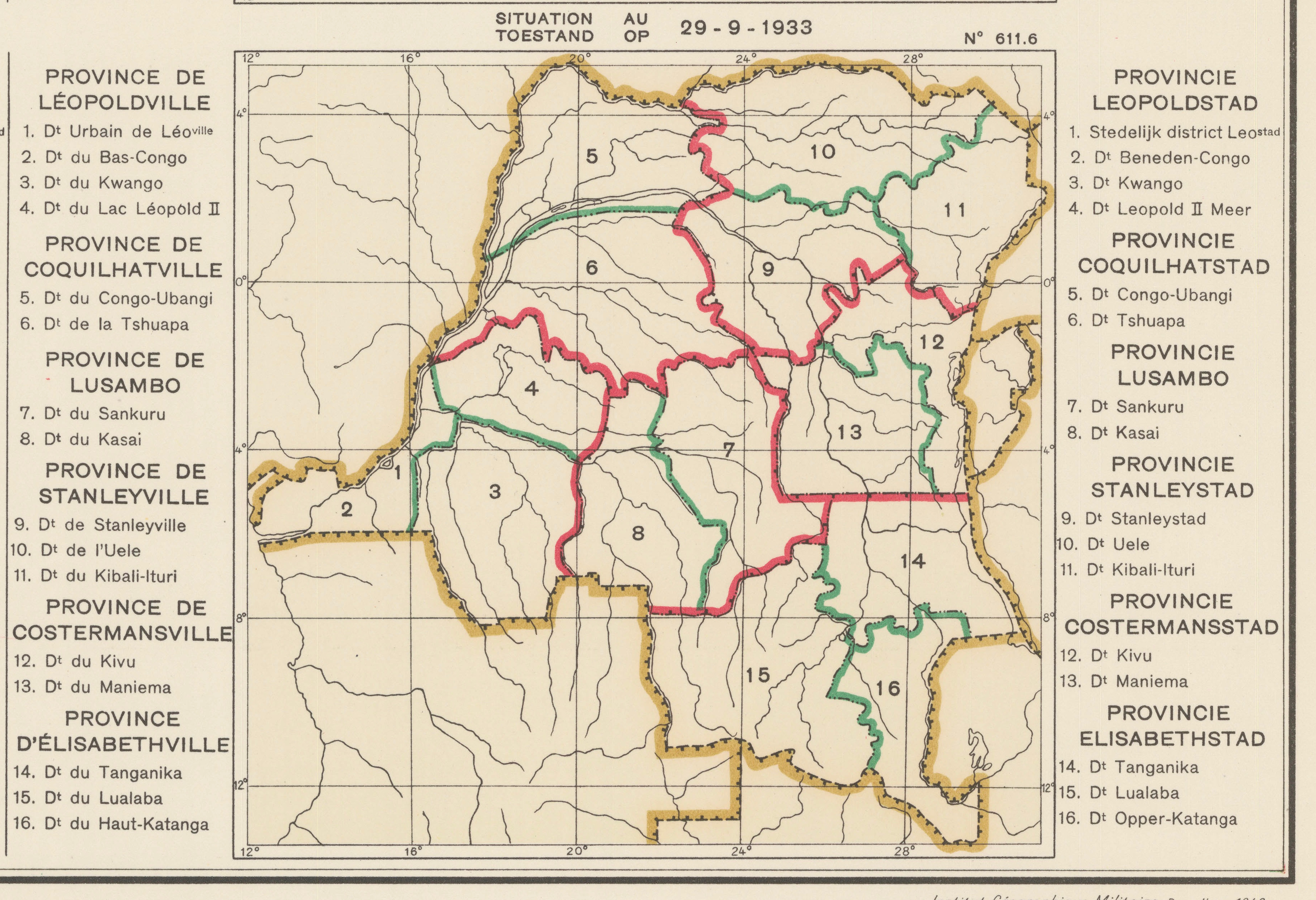
Karte der Distrikte und Provinzen von 1933
Die heutige Kongo Central Provinz